# Charlotte Day Wilson
Charlotte Day Wilson (Toronto, 1993) é uma cantora, compositora e produtora canadense de R&B contemporâneo. Ela começou a se destacar em 2010 com seu single "Work" e com suas colaborações com outros artistas canadenses como BadBadNotGood e Daniel Caesar. Charlotte lançou seu álbum de estreia Alpha em julho de 2021, que foi escolhido pela Billboard como um dos melhores 10 álbuns de R&B do ano.

## Biografia
Natural de Ontário, em Toronto, Charlotte estudou piano clássico na infância antes de aprender produção musical de maneira autodidata via GarageBand na adolescência. Ela se mudou para Halifax, na Nova Escócia, para estudar música na universidade, mas deixou a escola para se concentrar em sua carreira musical.
Charlotte é uma das poucas artistas mulheres que, além de cantar e compor, produz as suas próprias músicas. Em diversos momentos ela falou como a área da produção, engenharia e mixagem de som ainda é dominada por homens. Ela também se identifica como uma pessoa queer.
Em 2012, ela lançou o EP Palimpsest e seguiu com os singles "Avondale", "Stephen" e "Montreal" em 2013 e 2014. Ela também fez parte de uma banda de funk, a The Wayo, que lançou um EP em 2014, entre outros lançamentos. Ela contribuiu com vocais, teclado e saxofone.
Ela passou algum tempo morando em Montreal, Quebec, antes de retornar a Toronto e estagiar na Arts & Crafts Productions. Lá, ela começou a colaborar com artistas como Daniel Caesar, River Tiber e BadBadNotGood, antes de lançar seu segundo EP, CDW, em 2016.
Seu single "Work", foi indicado para o SOCAN Songwriting Prize em 2017, o EP foi indicado para o Polaris Music Prize de 2017; além disso, o produtor Howie Beck recebeu uma indicação ao Juno Award de Produtor do Ano no Juno Awards de 2017 por suas contribuições para "Work" e "High Five", de Dragonette. O videoclipe dessa música, dirigido por Fantavious Fritz, ganhou o Prism Prize 2018. Charlotte e Fritz anunciaram posteriormente que estavam usando o prêmio em dinheiro para criar um programa de subsídio especial para diretoras de videoclipe emergentes.
Seu terceiro EP, Stone Woman, foi lançado em 2018. A música "Falling Apart" desse álbum foi sampleada na faixa de James Blake de 2020 "I Keep Calling". Em 2018, Vinyl Me, Please lançou um álbum exclusivo que compilou CDW e Stone Woman.
Em 2021, ela foi indicada ao Juno Award de Gravação Tradicional de R&B/Soul do Ano por seu single "Take Care of You".

### Alpha
Após um anúncio de maio de 2021, ela lançou seu álbum de estreia Alpha em 9 de julho de 2021 com críticas favoráveis. Escrito e produzido por Charlotte, o álbum apresenta várias faixas coescritas e produzidas com o compositor de Toronto Jack Rochon (Jack Ro), além de contribuições de outros artistas de Toronto como Daniel Caesar, BadBadNotGood, Mustafa e Merna Bishouty. Outros produtores incluem o artista de soul retrô Thomas Brenneck, o produtor de R&B D'Mile em colaboração com Babyface, Dylan Wiggins (Sir Dyan) e Teo Halm.
No Juno Awards de 2022, ela foi indicada para Compositor do Ano, Produtor do Ano e Gravação Tradicional de R&B/Soul do Ano.

## Discografia

### Álbuns
| Título | Detalhes                                                     |
| ------ | ------------------------------------------------------------ |
| Alfa   | - Lançado: 9 de julho de 2021 - Gravadora: Stone Woman Music |

| Título      | Detalhes                                                                                      |
| ----------- | --------------------------------------------------------------------------------------------- |
| Palimpsest  | - Lançado: 1º de novembro de 2012 - Formato: digital                                          |
| CDW         | - Lançado: 28 de agosto de 2016 - Gravadora: Stone Woman Music - Formato: 10", CD, digital    |
| Stone Woman | - Lançado: 23 de fevereiro de 2018 - Gravadora: Stone Woman Music - Formato: 10", CD, digital |

### Músicas
| Ano  | Título                                     | Álbum       | Certificações |
| ---- | ------------------------------------------ | ----------- | ------------- |
| 2013 | "Avondale"                                 |             |               |
| 2014 | "Stephen"                                  |             |               |
| 2014 | "Montreal"                                 |             |               |
| 2016 | "Work"                                     | CDW         | MC: Ouro      |
| 2016 | "After All"                                | CDW         |               |
| 2016 | "Find You"                                 | CDW         |               |
| 2018 | "Doubt"                                    | Stone Woman |               |
| 2019 | "Nothing New"                              | Stone Woman |               |
| 2019 | "Mountains"                                | Alpha       |               |
| 2020 | "Take Care of You/Summertime" (feat. Syd)  | Alpha       |               |
| 2021 | "If I Could"                               | Alpha       |               |
| 2021 | "Keep Moving"                              | Alpha       |               |
| 2021 | "I Can Only Whisper" (feat. BADBADNOTGOOD) | Alpha       |               |

### Como artista convidada
- Harley Alexander - "Runnin' Thangz", de Gold Shirt (2015)
- froyo ma – "Spent Missing", de Pants EP (2015)
- Igloohost - "Gold Tea", de Little Grids (2016)
- BADBADNOTGOOD - "In Your Eyes",  IV (2016)
- Daniel Caesar – "Transform", de Freudian (2017)
- A l l i e - "Take Me There", de Nightshade (2017)
- Local Natives - "Dark Days - Live at ACL", do EP Dark Days (Remixes) (2017)
- DJDS – "No Pain" com Khalid e Charlie Wilson, de Big Wave More Fire (2018)
- KAYTRANADA – "What You Need" e "Freefall" (apenas créditos de escrita), de Bubba (2019)
- Loyle Carner – "Sail Away Freestyle", de Not Waving But Drowning (2019)
- James Blake - "I Keep Calling",  de Before EP (2020) (artista amostrado)